# Филипо Буонароти
Филипо Ђузепе Марија Лодовико Буонароти (итал. Philippe Buonarroti; 11. новембар 1761—16. септембар 1837) је био италијански утопијски социјалиста, писац, масон и учесник Француске револуције. Деловао је на Корзици, у Женеви и Бриселу.

## Биографија
Рођен је у Пизи, у Великом војводству Тоскани, у племићкој породици. Студирао је права на Универзитету у Пизи. Ступио је у масонску ложу 1786. године. Након избијања Француске револуције, прешао је на Корзику где је, на италијанском језику, издавао новине које су подржавале Француску револуцију. Тамо је ступио у јакобински клуб и постао је пријатељ Бонапартама. Буонароти је напустио острво јуна 1791. године и вратио се у родну Тоскану где је ухапшен и затворен. Године 1793. преселио се у Париз и постао члан Друштва Пантеона. Максимилијан Робеспјер га је постао да организује патриоте у егзилу, у Италији. Буонароти је радио из Нице. Након што је осудио Паскала Паолија, Буонароти је награђен француским држављанством од стране Конвента (мај 1793. година). Буонароти се вратио у Париз 1795. године, након Термидорске реакције. Тамо је упознат Граха Бабефа. Поново је ухапшен од стране Директоријума 1797. године због учешћа у Бабефовој завери једнаких. Наполеон Бонапарта га је ослободио 1799. године, када је постао први конзул. Буонароти се склонио у Женеву где живи током постојања Првог француског царства и Наполеонових ратова. Одатле је прешао у Брисел, након Бурбонске рестаурације. У Париз се вратио након Јулске револуције 1830. године. Умро је у Паризу 1837. године.

## Дела
- La Riforma dell'Alcorano (1786)
- Histoire des sociétés secrètes de l'armée (1815)
- Conspiration des égaux (1828)
- Histoire de la Conspiration pour l'Égalité dite de Babeuf (1828)
- Riflessi sul governo federativo applicato all'Italia (1831)
- Del governo d'un popolo in rivolta per conseguire la libertà (1833)
- Observations sur Maximilien Robespierre (1836)